# 萊姆巴赫河
萊姆巴赫河是德國的河流，位於巴登－符騰堡州，河道全長37.8公里，流域面積140平方公里，河畔城鎮有萊門、維斯洛赫、施韋青根、桑德豪森和布呂爾。
49°23′46″N 8°30′00″E / 49.39611°N 8.50000°E